# Acisanthera genliseoides
Acisanthera genliseoides là một loài thực vật có hoa trong họ Mua. Loài này được (Hoehne) Wurdack mô tả khoa học đầu tiên năm 1963.